# Crosnierius carinatus
Crosnierius carinatus is een krabbensoort uit de familie van de Xanthidae. De wetenschappelijke naam van de soort is voor het eerst geldig gepubliceerd in 1981 door Serène & Vadon.